# Onderduikershol (Valthe)

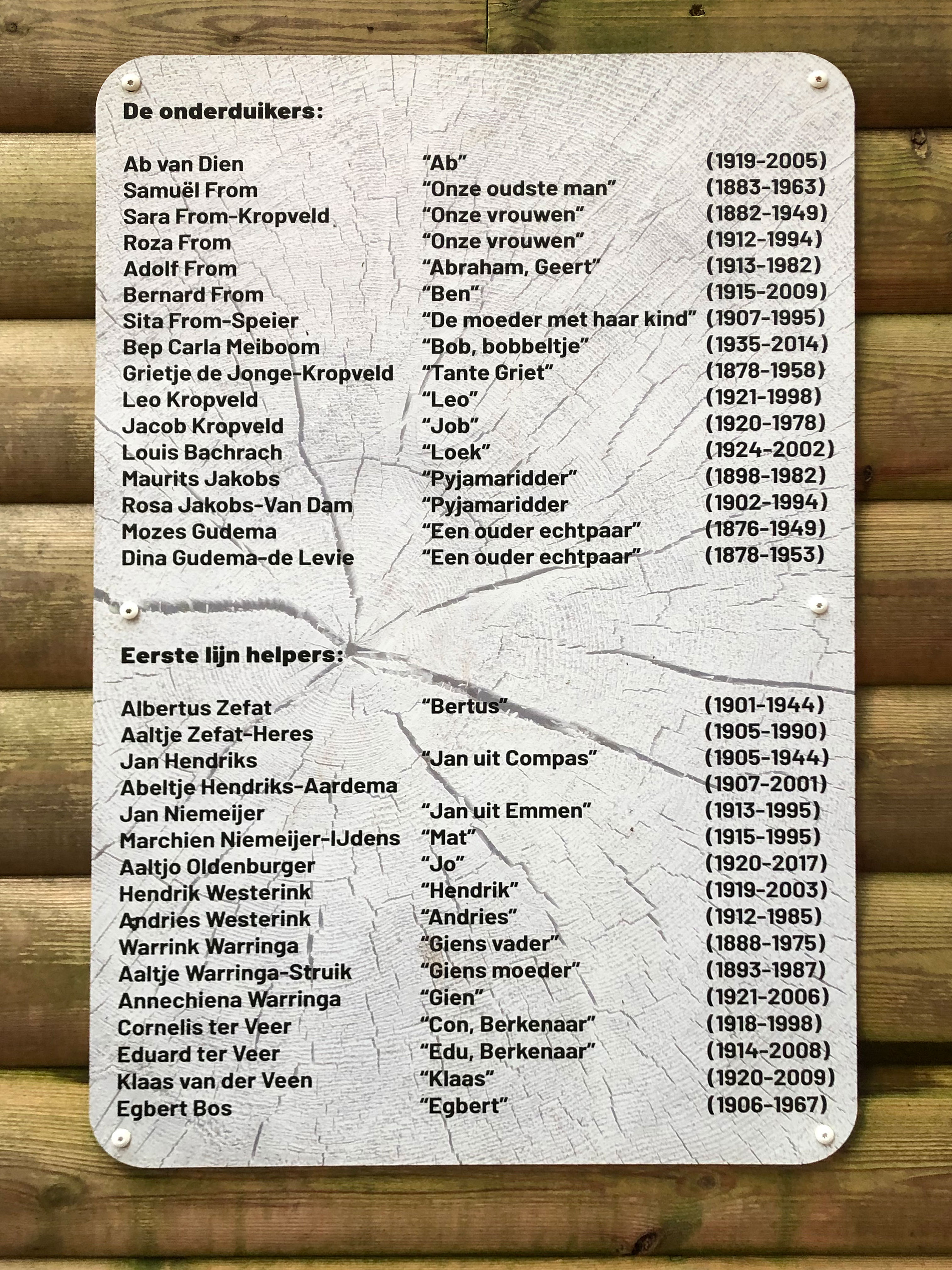
Plaquette met een lijst van onderduikers en helpers in het Valtherbos

Het onderduikershol bij Valthe was een van de twee schuilplaatsen in het Valtherbos tussen Valthe en Emmen die tijdens de Tweede Wereldoorlog werden uitgegraven en bewoond door een groep Joodse onderduikers. In beide bosholen, door de duikers zelf 'keet' genoemd, leefden in wisselende samenstelling in totaal zestien mensen. Sinds 11 april 1984 staat er ter herinnering een monument.

## De oorlogsjaren
Na gewaarschuwd te zijn over een ophanden zijnde razzia vertrok een zestal joden in oktober 1942 uit Emmen en arriveerden in het holst van de nacht bij Bertus Zefat, een kippenhouder te Valthe. Zefat had toen al twee onderduikers. In de loop der tijd zouden er nog acht duikers bij komen. Aanvankelijk hield Zefat de vluchtelingen in een van zijn kippenhokken achter zijn huis verborgen. Na ontdekking vluchtten ze, op advies van Zefat, het Valtherbos in om daar met primitief gereedschap een schuilplaats in de harde bosgrond uit te graven. Deze schuilplaats bestond eerst uit een woonhol van 6 bij 3 meter. Tezamen vormden ze de eerste schuilplaats die werd afgedekt met stammen, takken en bladeren.
In 1943 werd deze schuilplaats toevallig ontdekt door iemand die aan de rand van het bos woonde. Voor de onderduikers had deze ontdekking als gevolg dat zij ook deze schuilplaats moesten verlaten om 500 meter verder een nieuw hol uit te graven.
De onderduikers werden verzorgd door een groep mensen, onder leiding van Albertus Zefat. Op 27 juli 1944 werd Zefat, na verraad, gearresteerd. Nadat hij weigerde ook maar iets over de illegale activiteiten los te laten werd hij ter plekke gefusilleerd. Na Zefats dood werd de hulp aan de onderduikers door de anderen, waaronder zijn weduwe Aaltje, voortgezet. Ook Jan Hendriks hielp de onderduikers in het hol, en verborg daarnaast onderduikers in zijn eigen huis. Hij werd in juli 1944 verraden en stierf uiteindelijk in het concentratiekamp Husum-Schwesing. De voormalige onderduiker Ab van Dien stelde Hendriks op een lijn met Zefat: beiden bleven zwijgen en moesten dat met de dood bekopen.
De onderduikers verbleven in het tweede hol tot 11 april 1945, een dag na de bevrijding van Emmen, toen ook het gebied bij Klijndijk en Valthe door Poolse geallieerden bevrijd werd.
De namen van de onderduikers die zich in het bos bij Valthe schuilhielden zijn: Louis (Loek) Bachrach; Ab (Alfred) van Dien; Samuël From en Sara From-Kropveld en hun kinderen Adolf, Roza en Bernard; Grietje de Jonge-Kropveld, Mozes Gudema en Dina Gudema-De Levie; Maurits Jakobs en Rosa Jakobs-Van Dam; de broers Leo en Jacob Kropveld; Sitta Meiboom-Speier en haar dochter Bep Carla Meiboom.

## Na de oorlog

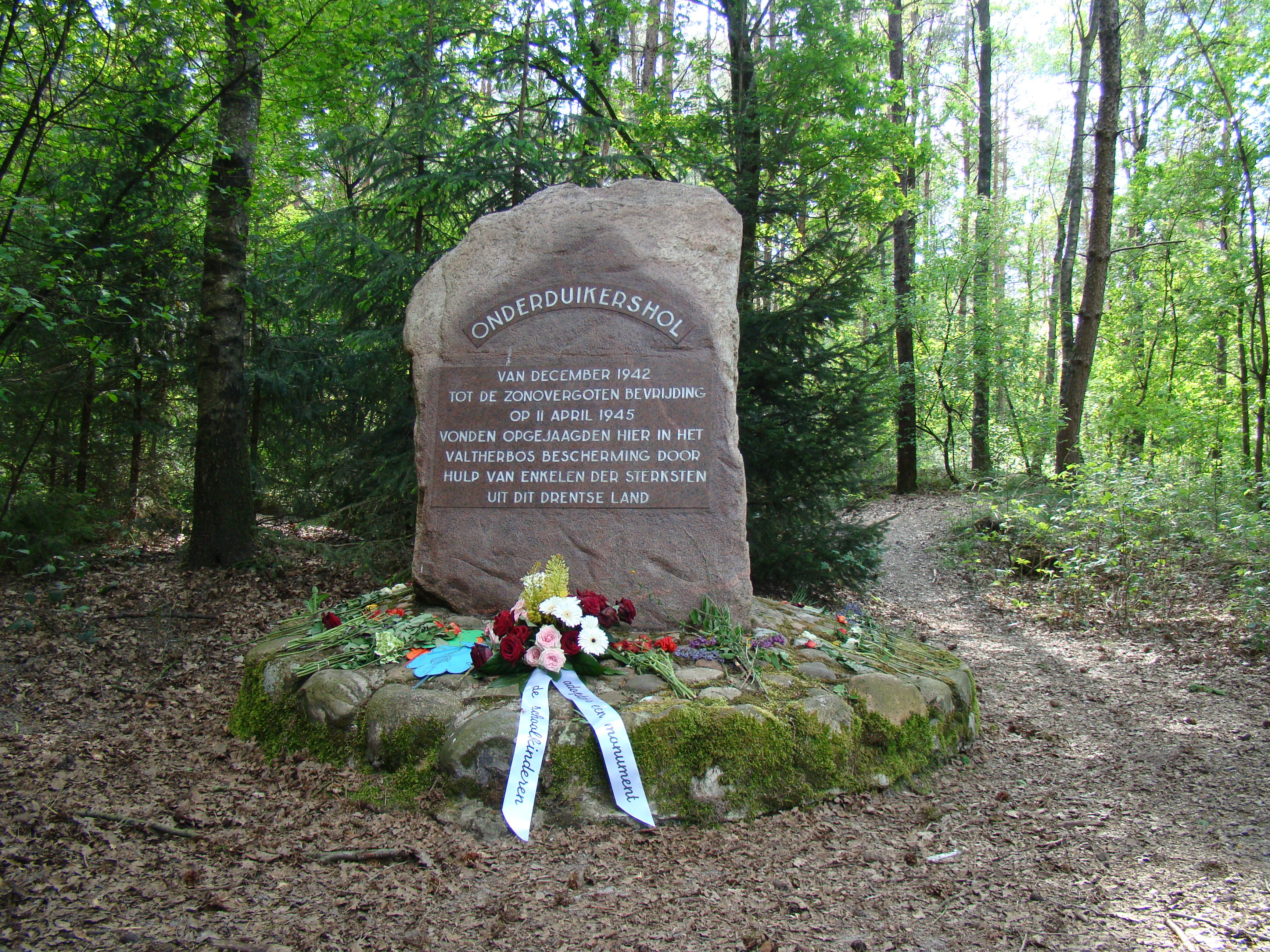
Monument Onderduikershol Valthe

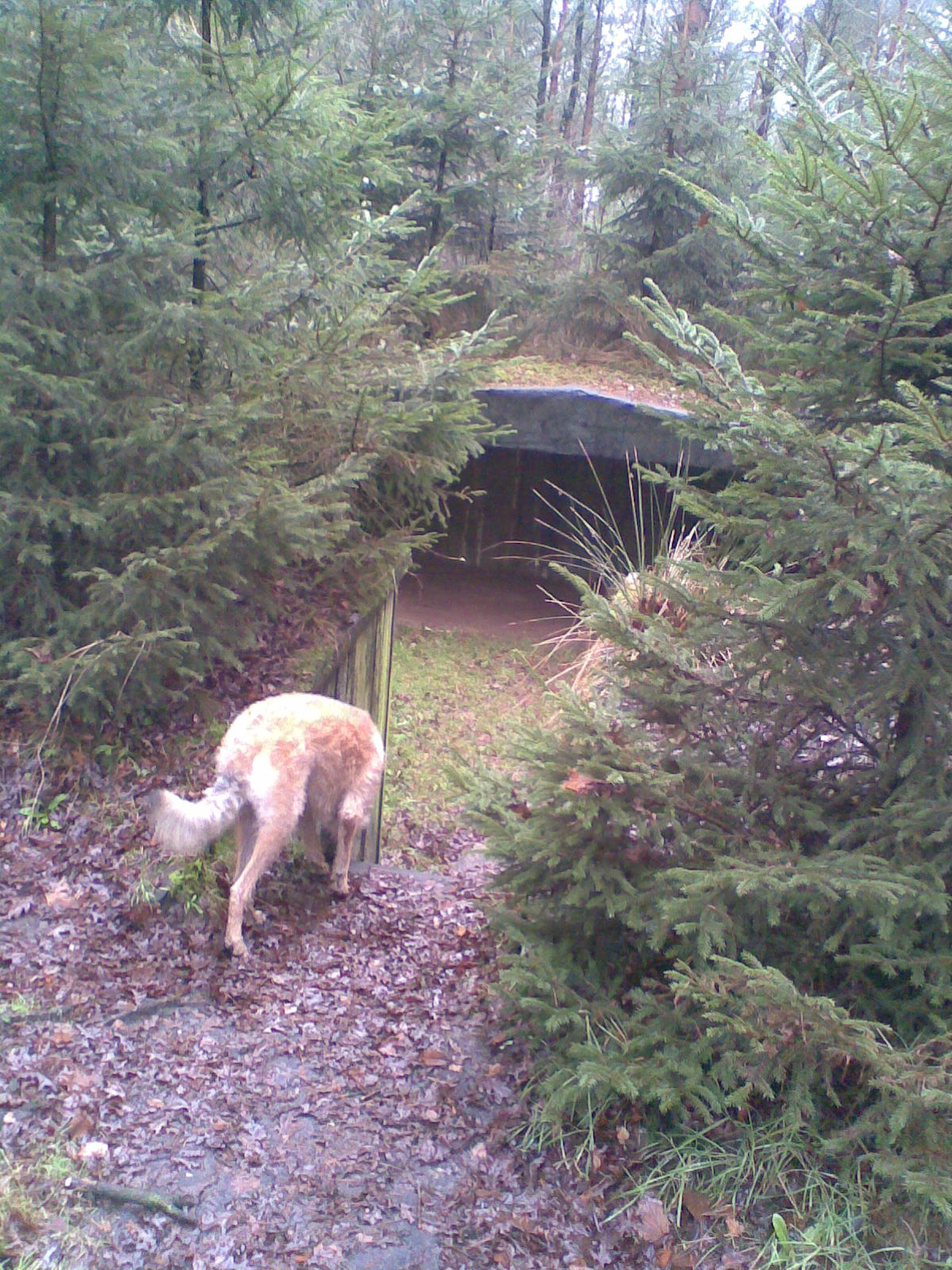
Onderduikershol Valthe (reconstructie 2003-2004)

Op de plaats van het eerste onderduikershol werd op 11 april 1984 een gedenksteen geplaatst. Dit monument is geplaatst door Welzijnswerk Valthe, Buurtvereniging Klijndijk (later Dorpsbelang), de onderduikers en de mensen van het verzet. Het opschrift luidt:
ONDERDUIKERSHOL

Van december 1942

tot de zonovergoten bevrijding

op 11 april 1945

vonden opgejaagden hier in het

Valtherbos bescherming door

hulp van enkelen der sterksten

uit dit Drentse land
De tekst op de steen is niet geheel juist omdat de onderduikers het einde van de oorlog niet "hier" (de plek waar het eerste hol ligt en het monument staat), haalden maar in het tweede hol, 500 meter verder het bos in.
Twintig jaar later was van het eerste onderduikershol niet meer over dan een ondiepe begroeide kuil. Besloten werd om op dezelfde plaats een replica te bouwen die zo goed mogelijk moest lijken op het oorspronkelijke hol. Op 20 april 2004 werd het nieuwe hol officieel geopend door de toenmalige burgemeester T. Slagman. Als eerste betraden mevrouw J. Schrapstein-Gudema, dochter van de onderduikers Mozes en Dina Gudema, en Aaltjo Oldenburger, voormalig verzorger van de onderduikers, het hol. Het oorspronkelijke plan was dat de opening zou geschieden door Ab (Alfred) van Dien, maar hij was die dag afwezig vanwege ziekte. Door familie van voormalige onderduikers werd een informatiepaneel onthuld.
In juni 2007 werden twee glasplaten vernield, die deel uitmaakten van de maquette van het monument die bij het onderduikershol geplaatst is.
Jaarlijks worden de gebeurtenissen rond het onderduikershol op 4 mei herdacht door het houden van een stille tocht naar het monument in het Valtherbos. Groep 7/8 van basisscholen uit Klijndijk en Valthe hebben het monument geadopteerd in het kader van het landelijk onderwijsproject Adopteer een monument. Jaarlijks vindt er in de week voor 4 mei een plechtigheid plaats waar de leerlingen van groep 8 de verantwoordelijkheid voor het monument overdragen aan de volgende jaargang leerlingen. Hierbij wordt een bloemstuk geplaatst, worden gedichten gelezen en leggen leerlingen ook individueel bloemen bij het monument.
Op 17 april 2014 werd het onderduikershol in het Valtherbos uitgeroepen tot winnaar van de Aanmoedigingsprijs Oorlogsmonumenten 2014. De prijs werd uitgereikt aan het oorlogsmonument dat het best beheerd en behouden werd en dat het meest onder de aandacht werd geplaatst. Het voortbestaan van oorlogsmonumenten zou daarmee het beste gediend zijn. De prijs werd in het leven geroepen door de provincie Drenthe. 
In 2020 werd het onderduikershol gerenoveerd, ook werden er informatiepanelen in het hol geplaatst. 